# 채세영
채세영(蔡世英, 1490년 ~ 1568년)은 조선의 문신이다. 본관은 평강(平康). 자는 영지(英之). 호는 임진당(任眞堂)이다.

## 생애
1510년(중종 5) 진사시에 합격하고, 1517년 별시 문과에 병과로 급제하였다.
1519년 춘추관기사관가 되던 해 기묘사화가 일어났을 때 가승지 김근사(金謹思)가 조광조(趙光祖) 등의 죄를 대역죄인으로 고쳐 하달하려고 그의 붓을 빼앗자 채세영이 급히 일어나 그 붓을 도로 빼앗으며 말하기를, “이 붓은 사관의 붓이니 다른 사람이 사용할 수 없다.”고 하니, 그 말을 들은 사람들이 숙연해졌다. 이 일로 인해 4년간 소외당하였고 뒤에 비록 등용되었어도 와합(瓦合)하려고 하지 않아 백관의 밑에서 거의 수십 년간 한가롭게 노닐었다.
1533년 세자시강원 문학이 되었고, 사헌부 집의를 역임한 뒤 홍문관 직제학을 거쳐 1537년 성균관 대사성이 되었다. 1539년 예조 참의와 형조 참의를 지냈다.
1545년(명종 즉위년) 첨지중추부사(僉知中樞府事)로서 천추사가 되어 명나라에 다녀왔다. 1546년 호조참의·병조참의를 지내고, 1547년 우승지에 올랐다.
1550년 경상도관찰사를 지내고, 가선대부(嘉善大夫) 호조 참판(戶曹參判)으로 『중종실록』 편찬에 참여하였다.
1557년 호조참판, 1558년 한성부판윤, 1560년 의정부 우참찬을 거쳐 공조 판서(工曹判書), 호조 판서(戶曹判書), 의정부 좌우참찬(議政府左右參贊) 겸 지경연(兼知經筵)에 이르렀다. 묘소는 경기도 광주(廣州) 의곡(義谷)에 있다.

## 가족
- 증조부 : 면천군수(沔川郡守) 채효순(蔡孝順) - 문하시랑평장사(門下侍郞平章事) 채자화(蔡子華)의 5세손
  - 조부 : 사헌부감찰(司憲府監察) 채담(蔡潭)
    - 아버지 : 돈녕부첨정(敦寧府僉正) 채자연(蔡子涓)

  - 외조부 : 류효용(柳孝庸)
    - 어머니 : 문화 류씨(文化柳氏)
      - 형 : 채세호(蔡世豪)
      - 형 : 채세걸(蔡世傑)

    - 처부 : 류응대(柳應臺)[6]
      - 부인 : 문화 류씨(文化柳氏)

    - 처부 : 이형순(李亨順)[7]
      - 부인 : 전주 이씨(全州李氏)
        - 장자 : 통선랑(通善郞) 채계흥(蔡繼興)
        - 차자 : 승사랑(承仕郞) 채윤흥(蔡胤興)
        - 딸 : 통사랑(通仕郞) 신효변(申孝邊)에게 출가